# John Sutton (Offizier)
Sir John Matthias Dobson Sutton, KCB (* 9. Juli 1932; † 21. November 2014) war ein britischer Offizier der Royal Air Force, der als Generalleutnant (Air Marshal) zwischen 1986 und 1989 Oberkommandierender des Luftunterstützungskommandos (RAF Support Command) war. Er fungierte zwischen 1990 und 1995 als Vizegouverneur und Oberkommandierender von Jersey.

## Leben

### Offiziersausbildung, Offizier und Stabsoffizier
John Matthias Dobson Sutton, Sohn von Harry Rowston Sutton und Gertrude Sutton, begann nach dem Besuch der Queen Elizabeth’s Grammar School in Alford 1949 eine Ausbildung bei der Polizei. Er wurde jedoch bereits 1950 zum Wehrdienst (National Service) einberufen und absolvierte eine Flugausbildung an einer Flying Training School. Er wurde am 22. März 1951 zunächst Zeitsoldat im Rahmen seines Militärdienstes (National Service Commission) und am 19. Dezember 1951 zum Leutnant (Pilot Officer) befördert. Er war Pilot einer mit Gloster Meteor-Kampfflugzeugen  ausgestatteten Staffel auf dem Luftwaffenstützpunkt RAF Leuchars und erhielt dort am 20. März 1953 seine Beförderung zum Oberleutnant (Flying Officer). Am 1. Oktober 1954 wurde er als Berufssoldat (Permanent Commission) in die RAF übernommen und am 20. September 1956 zum Hauptmann (Flight Lieutenant) befördert. Er war zwischen 1959 und 1960 Pilot der mit Hawker Hunter-Kampfflugzeugen ausgerüsteten No. 66 Squadron RAF auf dem Stützpunkt RAF Acklington.
Daraufhin war Sutton zwischen 1960 und 1963 Ausbilder an der Schule für Tagjäger (Day Fighter Leaders School) und erhielt dort am 1. Juli 1962 seine Beförderung zum Major (Squadron Leader). 1963 war er Absolvent des Royal Air Force Staff College Bracknell und wurde danach in der No. 231 Operational Conversion Unit (OCU) auf English Electric Canberra-Kampfflugzeugen geschult. Im August 1964 wurde er Kommandeur (Commanding Officer) der mit English Electric Canberra ausgestatteten No. 249 Squadron RAF und behielt diese Funktion bis Oktober 1966. Als solcher entwickelte er einen Bodenangriff auf niedriger Ebene, der in die Praxis umgesetzt wurde, als das Geschwader 1965 während der Konfrontasi, einem Konflikt zwischen Indonesien und Malaysia, nach Malaya entsandt wurde. Im Anschluss war er zwischen 1966 und 1969 Assistierender Sekretär des Ausschusses der Stabschefs. In dieser Zeit wurde er am 1. Januar 1967 zum Oberstleutnant (Wing Commander) befördert und zugleich mit der Queen’s Commendation for Valuable Service in the Air (QCVSA) ausgezeichnet.
Nachdem John Sutton von 1969 bis 1970 den vierten Bodenangriffs-/Luftverteidigungslehrgang der No. 228 Operational Conversion Unit besucht hatte, war er vom 1. Juni 1970 bis zum 14. Januar 1971 Kommandeur der No. 14 Squadron RAF, der ersten mit McDonnell F-4 „Phantom II“-Kampfflugzeugen ausgestatteten Einheit der britischen Luftstreitkräfte in der Bundesrepublik Deutschland (RAF Germany). Nach seiner Beförderung zum Oberst (Group Captain) am 1. Januar 1971 bekleidete er zwischen dem 12. Februar 1971 und dem 3. September 1973 den Posten als Assistierender Chef des Stabes für Planung und Grundsatzpolitik im Hauptquartier der Zweiten Alliierten Taktischen Luftflotte der NATO 2 ATAF (Second Allied Tactical Air Force). Im Anschluss war er zwischen dem 3. September 1973 und Januar 1975 Stabschef des Chefs des Verteidigungsstabes (Chief of the Defence Staff), Field Marshal Sir Michael Carver.

### Aufstieg zumAir MarshalundLieutenant Governorvon Jersey
Nach seiner Beförderung zum Brigadegeneral (Air Commodore) am 1. Januar 1975 besuchte Sutton das Royal College of Defence Studies (RCDS) und war im Anschluss zwischen dem 14. Februar 1976 und Juli 1977 Kommandant der Zentralen Flugschule CFS (Central Flying School). In dieser Zeit fand die Verlegung des Hauptquartiers dieser Schule von RAF Little Rissington zum Luftwaffenstützpunkt RAF Cranwell statt. Am 1. Juli 1977 wurde er zum Generalmajor (Air Vice-Marshal) befördert und war daraufhin zwischen dem 13. August 1977 und Dezember 1979 Assistierender Chef des Luftwaffenstabes für Grundsatzpolitik (Assistant Chief of the Air Staff (Policy)). In dieser Funktion wurde er beauftragt, die zukünftige Größe und Form der RAF zu bestimmen. Einige Monate später stellten er und sein Team eine Reihe umfassender Vorschläge vor, darunter Selbstverteidigungshilfen für Angriffsflugzeuge, Betankung während des Fluges für einige Transportflugzeuge und Anti-Schiffsraketen für die U-Boot-Abwehreinheiten der British Aerospace Nimrod-Aufklärungsflugzeuge. Die Beschaffungsabteilung des Verteidigungsministeriums gab jedoch an, dass die Versuche drei Jahre dauern würden und die Vorschläge zu teuer wären. 1982 gelang es jedoch, alle Vorschläge innerhalb von zehn Tagen umzusetzen, da Flugzeuge auf den Falklandinseln während des Falklandkrieges eingesetzt werden mussten.
Am 4. Januar 1980 wurde Air Vice-Marshal John Sutton stellvertretender Oberkommandierender der britischen Luftstreitkräfte in der Bundesrepublik Deutschland (Deputy Commander-in-Chief, RAF Germany) und verblieb auf diesem Posten bis Juli 1982. In dieser Zeit wurde er am 31. Dezember 1980 Companion des Order of the Bath (CB). Am 6. August 1982 wurde er zunächst Assistierender Chef des Verteidigungsstabes für Einsätze (Assistant Chief of the Defence Staff, Commitments) und war als solcher zuletzt bis November 1985 als Assistierender Chef des Verteidigungsstabes für Übersee-Einsätze (Assistant Chief of the Defence Staff (Overseas)) zuständig, während Generalmajor Garry Johnson als Assistant Chief of the Defence Staff (NATO/UK) für Einsätze innerhalb der NATO und im Vereinigten Königreich verantwortlich war. Am 31. Dezember 1985 wurde er zum Knight Commander des Order of the Bath (KCB) geschlagen und führte seither den Namenszusatz „Sir“.
Nach seiner Beförderung zum Generalleutnant (Air Marshal) am 1. Januar 1986 wurde Sir John Sutton am 2. Januar 1986 Nachfolger von Air Marshal Sir David Harcourt-Smith Oberkommandierender des Luftunterstützungskommandos (Air Officer Commanding-in-Chief, RAF Support Command) und übte diese Funktion bis zu seiner Ablösung durch Air Marshal Sir Michael Graydon im April 1989 aus. Am 5. Juli 1989 trat er in den Ruhestand. Am 20. März 1990 wurde ihm als Knight of Justice das Ritterkreuz des Order of Saint John (KStJ) verliehen.
Am 14. April 1990 übernahm Sutton als Nachfolger von Admiral Sir William Thomas Pillar die Ämter als Vizegouverneur und Oberkommandierender von Jersey (Lieutenant Governor and Commander-in -Chief of Jersey). Diese Funktionen hatte er bis September 1995 inne und wurde daraufhin von General Sir Michael John Wilkes abgelöst.
Sir John Matthias Dobson Sutton war zwei Mal verheiratet. Aus seiner ersten 1954 geschlossenen und 1968 aufgelösten Ehe mit Delia Eleanor „Cherry“ Woodward gingen ein Sohn und eine Tochter hervor. Aus seiner 1969 geschlossenen zweiten Ehe mit Angela Faith Gray gingen zwei weitere Söhne hervor.